# Rodney McGruder
Rodney Christian McGruder (Maryland, 29 de julho de 1991) é um jogador norte-americano de basquete profissional que atualmente joga no Detroit Pistons da National Basketball Association (NBA).
Ele jogou basquete universitário na Universidade Estadual do Kansas. Profissionalmente, ele jogou pelo Atomerőmű SE da Hungria, pelo Maine Red Claws e pelo Sioux Falls Skyforce da G-League e pelo Miami Heat e Los Angeles Clippers da NBA.

## Carreira universitária
McGruder, um armador de 1,93m de Landover, Maryland, foi companheiro de equipe da AAU de Michael Beasley e seguiu o seu caminho e foi para Universidade Estadual do Kansas. McGruder jogou em três temporadas pelos Wildcats. Em seu segundo ano, na temporada de 2010–11, ele levou os Wildcats ao terceiro lugar na Big 12 com médias de 11,1 pontos e 5,9 rebotes.
Em sua terceira temporada, McGruder aumentou sua pontuação para 15,8 e foi eleito para a Segunda-Equipe da Big 12.
Em seu último ano, ele foi nomeado um dos 30 finalistas para o prêmio de Jogador do Ano Universitário em 27 de fevereiro de 2013. Durante essa temporada, ele levou os Wildcats ao primeiro lugar na Big 12.

## Carreira profissional

### Atomerőmű (2013–2014)
Depois de não ter sido selecionado no Draft da NBA de 2013, McGruder se juntou ao Orlando Magic para a Summer League de Orlando e ao Charlotte Bobcats para a Summer League de Las Vegas. Em 27 de setembro de 2013, ele assinou um contrato de 1 ano com o Oklahoma City Thunder. No entanto, ele foi posteriormente dispensado em 25 de outubro de 2013.
Em novembro de 2013, McGruder assinou com a Atomerőmű SE da Hungria para a temporada de 2013–14. Em 29 jogos da liga, ele teve médias de 14,4 pontos, 5,3 rebotes e 2,3 assistências.

### Maine Red Claws (2014–2015)
Em julho de 2014, McGruder juntou-se ao Golden State Warriors para a Summer League de 2014. Em 29 de setembro de 2014, ele assinou um contrato de 1 ano com o Boston Celtics. No entanto, ele foi posteriormente dispensado em 27 de outubro de 2014. Quatro dias depois, ele foi adquirido pelo Maine Red Claws como um jogador afiliado. Em 26 de março de 2015, ele foi dispensado pelos Red Claws após jogar em 26 jogos.

### Sioux Falls Skyforce (2015–2016)
Em 30 de março, ele foi adquirido pelo Sioux Falls Skyforce.
Em julho de 2015, McGruder juntou-se ao Miami Heat para a Summer League de 2015. Em 2 de novembro de 2015, ele foi readquirido pelo Skyforce. Ele ajudou a equipe a terminar com um recorde de 40–10 e ajudou a equipe a ganhar o título com uma vitória nas finais sobre o Los Angeles D-Fenders.

### Miami Heat (2016–2019)

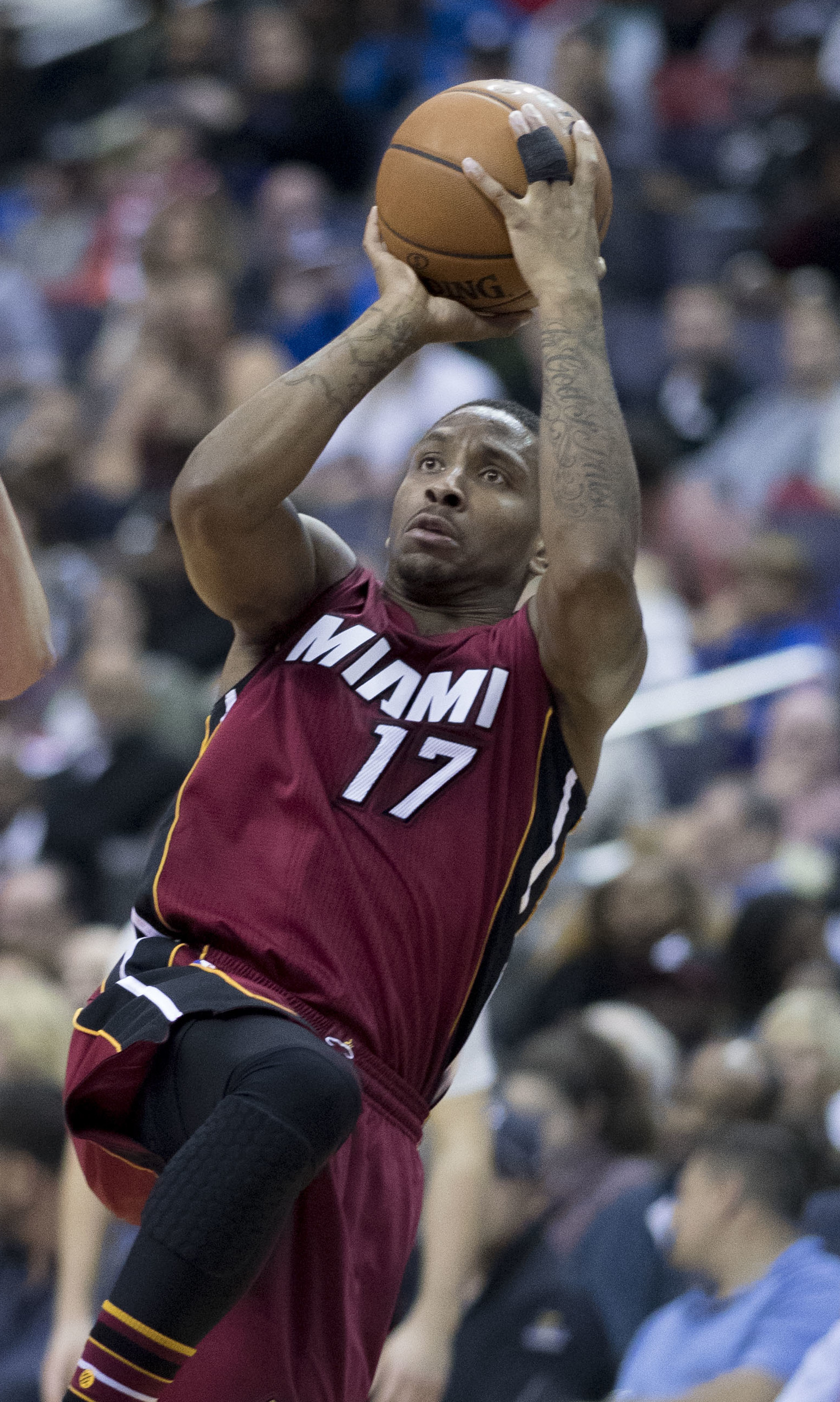
McGruder arremessando enquanto jogava pelo Miami Heat em 2016

Em julho de 2016, McGruder voltou a se juntar ao Miami Heat para a Summer League de 2016. Em 7 de julho, ele assinou um contrato de três anos e US$2.5 milhões com o Heat.
Em 26 de outubro de 2016, ele fez sua estreia na NBA na abertura da temporada do Heat contra o Orlando Magic. Em pouco menos de 24 minutos, ele registrou seis pontos, três rebotes e dois roubos de bola em uma vitória por 108–96. Em 6 de fevereiro de 2017, ele marcou 15 pontos, o recorde da temporada, contra o Minnesota Timberwolves.
Em 12 de outubro de 2017, McGruder foi descartado indefinidamente com uma fratura por estresse na perna esquerda. Ele fez sua estreia na temporada pelo Heat em 27 de fevereiro de 2018 contra o Philadelphia 76ers depois de jogar dois jogos pelo Sioux Falls Skyforce.
Em 7 de abril de 2019, McGruder foi dispensado pelo Heat.

### Los Angeles Clippers (2019–2020)
Em 9 de abril de 2019, McGruder assinou um contrato de 3 anos e US$15 milhões com o Los Angeles Clippers.

### Detroit Pistons (2020–Presente)
Em 19 de novembro de 2020, McGruder foi negociado com o Detroit Pistons em uma troca que envolveu três equipes. Em 6 de agosto de 2021, McGruder foi dispensado pelos Pistons. Em 11 de agosto de 2021, McGruder foi re-contratado pela equipe.
Em 10 de janeiro de 2022, ele foi negociado, junto com uma escolha de segunda rodada do draft de 2022, para o Denver Nuggets em troca de Bol Bol. A troca foi anulada em 13 de janeiro de 2022, depois que Bol falhou em seu teste físico, levando McGruder a retornar aos Pistons.
Ele foi recontratado pelos Pistons em 1º de agosto de 2022.

## Estatísticas da carreira

### NBA

#### Temporada regular
| Ano      | Equipe        | PJ  | PT  | MPJ  | AP   | 3P   | LL   | RT  | AS  | BR | TO | PPJ |
| -------- | ------------- | --- | --- | ---- | ---- | ---- | ---- | --- | --- | -- | -- | --- |
| 2016–17  | Miami         | 78  | 65  | 25.2 | .413 | .332 | .620 | 3.3 | 1.6 | .6 | .2 | 6.4 |
| 2017–18  | Miami         | 18  | 2   | 16.6 | .493 | .429 | .500 | 1.8 | .9  | .4 | .2 | 5.1 |
| 2018–19  | Miami         | 66  | 45  | 23.5 | .403 | .351 | .722 | 3.6 | 1.7 | .5 | .2 | 7.6 |
| 2019–20  | L.A. Clippers | 56  | 4   | 15.6 | .398 | .270 | .559 | 2.7 | .6  | .5 | .1 | 3.3 |
| 2020–21  | Detroit       | 16  | 2   | 12.1 | .529 | .458 | .750 | 1.4 | 1.0 | .5 | .1 | 5.7 |
| 2021–22  | Detroit       | 51  | 2   | 14.8 | .436 | .397 | .731 | 2.2 | .9  | .4 | .1 | 5.4 |
| Carreira | Carreira      | 285 | 120 | 17.9 | .445 | .372 | .647 | 2.5 | 1.1 | .4 | .1 | 5.5 |

#### Playoffs
| Ano      | Equipe        | PJ | PT | MPJ | AP   | 3P   | LL | RT  | AS | BR | TO | PPJ |
| -------- | ------------- | -- | -- | --- | ---- | ---- | -- | --- | -- | -- | -- | --- |
| 2018     | Miami         | 4  | 0  | 4.0 | .250 | .000 | –  | 1.0 | .0 | .0 | .0 | .5  |
| 2020     | L.A. Clippers | 5  | 0  | 3.2 | .600 | .667 | –  | .8  | .4 | .0 | .0 | 1.6 |
| Carreira | Carreira      | 9  | 0  | 3.6 | .425 | .333 | –  | .9  | .2 | .0 | .0 | 1.0 |

### Universitário
| Ano      | Equipe       | PJ  | PT  | MPJ  | AP   | 3P   | LL   | RT  | AS  | BR  | TO | PPJ  |
| -------- | ------------ | --- | --- | ---- | ---- | ---- | ---- | --- | --- | --- | -- | ---- |
| 2009–10  | Kansas State | 33  | 0   | 12.3 | .495 | .419 | .720 | 2.8 | .5  | .3  | .3 | 3.9  |
| 2010–11  | Kansas State | 34  | 33  | 30.6 | .439 | .408 | .710 | 5.9 | 1.5 | .7  | .2 | 11.1 |
| 2011–12  | Kansas State | 33  | 33  | 32.9 | .463 | .385 | .802 | 5.2 | 1.4 | 1.2 | .3 | 15.8 |
| 2012–13  | Kansas State | 35  | 34  | 33.5 | .442 | .336 | .752 | 5.4 | 2.0 | 1.3 | .3 | 15.6 |
| Carreira | Carreira     | 135 | 100 | 27.3 | .459 | .387 | .746 | 4.8 | 1.3 | .8  | .2 | 11.6 |

Fonte: